# 荒尾町 (東海市)
荒尾町（あらおまち）は、愛知県東海市にある町名である。郵便番号は476-0003（集配局：東海北郵便局）。

## 地理
東海市の中央北部に位置し、東は大府市長草町、西は東海町、南は富貴ノ台・富木島町、北は名和町に接する。
町域の中央部は丘となっていて、西側は、海と隣接している。

### 河川
- 愛知用水
- 渡内川

### 池沼
- 奥山池
- 惣山池

### 小字
- 赤羽根（あかばね）
- 朝日出（あさひで）
- 油田（あぶらでん）
- 雨堤（あまつつみ）
- 池下（いけした）
- 池ノ平子（いけのひらこ）
- 石根（いしね）
- 石根峠（いしねとうげ）
- 石根山（いしねやま）
- 泉（いずみ）
- 壱町畑（いっちょうばた）
- 稲葉（いなば）
- 犬久利（いぬぐり）
- イノ割（いのわり）
- 岩ノ脇（いわのわき）
- 上ノ山（うえのやま）
- 後山（うしろやま）
- 恵毛（えげ）
- 大恵毛（おおえげ）
- 大窪（おおくぼ）
- 大城（おおしろ）
- 大高根（おおたかね）
- 大狭間（おおはざま
- 大脇（おおわき）
- 奥油田（おくあぶらでん）
- 奥大狭間（おくおおはざま）
- 奥曽山（おくそやま）
- 奥山（おくやま）
- 奥山下（おくやました）
- 鏡山（かがみやま）
- 加家（かけ）
- 片坂（かたさか）
- 勝山（かつやま）
- 金山（かなやま）
- カノ割（かのわり）
- 上桐ノ木（かみきりのき）
- 上小錆（かみこさび）
- 上畑（かみばた）
- 上平井（かみひらい）
- 唐ノ山（からのやま）
- 木下シ（きおろし）
- 北遠鐘（きたとうがね）
- 北中ノ山（きたなかのやま）
- 木田橋（きだばし）
- 北見田（きたみだ）
- 狐狭間（きつねはざま）
- 木戸畑（きどばた）
- 義呂（ぎろ）
- 熊ノ山（くまのやま）
- 源氏山（げんじやま）
- 源太池（げんたいけ）
- 見幕（けんまく）
- 小池（こいけ）
- 小錆（こさび）
- 御幣土（ごへいど）
- 才道（さいどう）
- 坂本（さかもと）
- 下り松（さがりまつ）
- 作山（さくやま）
- 笹根（ささね）
- 山王（さんのう）
- 山王前（さんのうまえ）
- 嶌越（しまごえ）
- 清水入（しみずいり）
- 下油田（しもあぶらでん）
- 下大脇（しもおおわき）
- 下桐ノ木（しもきりのき）
- 下笹根（しもささね）
- 下畑（しもはた）
- 下平井（しもひらい）
- 下平子（しもひらこ）
- 社張（しゃばり）
- 昇録（しょうろく）
- 真池（しんいけ）
- 甚造（じんぞう）
- 神田（しんでん）
- 寿鎌（ずがま）
- 惣山池（そうやまいけ）
- 惣山和田（そうやまわだ）
- 外山（そとやま）
- 曽山（そやま）
- 大頭（だいがしら）
- タノ割（たのわり）
- 太夫狭間（たゆうはざま）
- チノ割（ちのわり）
- 土取（つちとり）
- 出口（でぐち）
- 寺下（てらした）
- 寺東（てらひがし）
- 寺前（てらまえ）
- 天ノ根（てんのね）
- 遠鐘（とうがね）
- 洞ケ山（どうがやま）
- 藤左エ門起（とうざえもんおこし）
- 藤治山（とうじやま）
- 中大脇（なかおおわき）
- 中切（なかぎり）
- 長口（ながぐち）
- 中新田（なかしんでん）
- 仲田（なかだ）
- 中屋敷（なかやしき）
- 梨ノ木（なしのき）
- 西川（にしかわ）
- 西ノ木戸（にしのきど）
- 西廻間（にしはざま）
- 西丸山（にしまるやま）
- 西屋敷（にしやしき）
- 二本木（にほんぎ）
- 祢崎（ねさき）
- 登立（のぼりたて）
- 畑田（はただ）
- 蜂ケ尻（はちがじり）
- 東犬久利（ひがしいぬぐり）
- 東川（ひがしかわ）
- 東丸山（ひがしまるやま）
- 東屋敷（ひがしやしき）
- 一ツ根（ひとつね）
- 平古（ひらこ）
- 仏供田（ぶくでん）
- 福田地（ふくでんじ）
- 福部（ふくべ）
- 仏田（ぶつでん）
- 船江（ふなえ）
- 細高根（ほそたかね）
- 本郷（ほんごう）
- 本田池（ほんだいけ）
- 馬池（まいけ）
- 前田（まえだ）
- 丸根（まるね）
- 水深（みずぶか）
- 南奥山（みなみおくやま）
- 南脇（みなみわき）
- 峰脇（みねわき）
- 見晴（みはらし）
- 宮裏（みやうら）
- 宮田（みやだ）
- 宮ノ川（みやのかわ）
- 向山（むかいやま）
- 向前田（むかえまえだ）
- 向屋敷（むかえやしき）
- 明倫（めいりん）
- 諸ノ木（もろのき）
- 山ノ神前（やまのかみまえ）
- 山ノ田（やまのた）
- ヨノ割（よのわり）
- 嫁田（よめだ）
- 寄亀（よりがめ）
- リノ割（りのわり）
- レノ割（れのわり）
- 若宮（わかみや）
- 脇ノ田（わきのた）
- 別出シ（わけだし）
- ワノ割（わのわり）

## 世帯数と人口
2022年（令和4年）1月1日現在の世帯数と人口は以下の通りである。
| 町丁   | 世帯数    | 人口     |
| ------ | --------- | -------- |
| 荒尾町 | 6,690世帯 | 14,930人 |

## 学区
市立小・中学校に通う場合、学区は以下の通りとなる。
| 番地 | 小学校                                                   | 中学校                                                     | 高等学校普通科 |
| ---- | -------------------------------------------------------- | ---------------------------------------------------------- | -------------- |
|      | 東海市立平洲小学校 東海市立明倫小学校 東海市立渡内小学校 | 東海市立上野中学校 東海市立富木島中学校 東海市立平洲中学校 | 尾張学区       |

## 歴史
知多郡荒尾村を前身とする。

### 沿革
- 1876年（明治9年） - 加家村・寺中村・渡内村・平島村・清水村が合併し、荒尾村が成立[7]。
- 1889年（明治22年）10月1日 - 町村制による知多郡荒尾村が発足[7]。
- 1906年（明治39年）9月1日 - 合併に伴い、上野村大字荒尾となる[7]。
- 1940年（昭和15年）2月11日 - 町制施行に伴い、上野町大字荒尾となる[7]。
- 1967年（昭和42年） - 一部が大字東海（現・東海町）となる[7]。
- 1969年（昭和44年）
  - 4月1日 - 合併・市制施行に伴い、東海市荒尾町となる[7]。
  - 8月 - 一部が新宝町となる[7]。

## 施設
- 聚楽園公園
- 東海市立渡内小学校
- 東海市立明倫小学校
- 東海市立平洲小学校
- 東海市立平洲記念館・郷土資料館
- 東海市清掃センター
- 東海市消防署北出張所

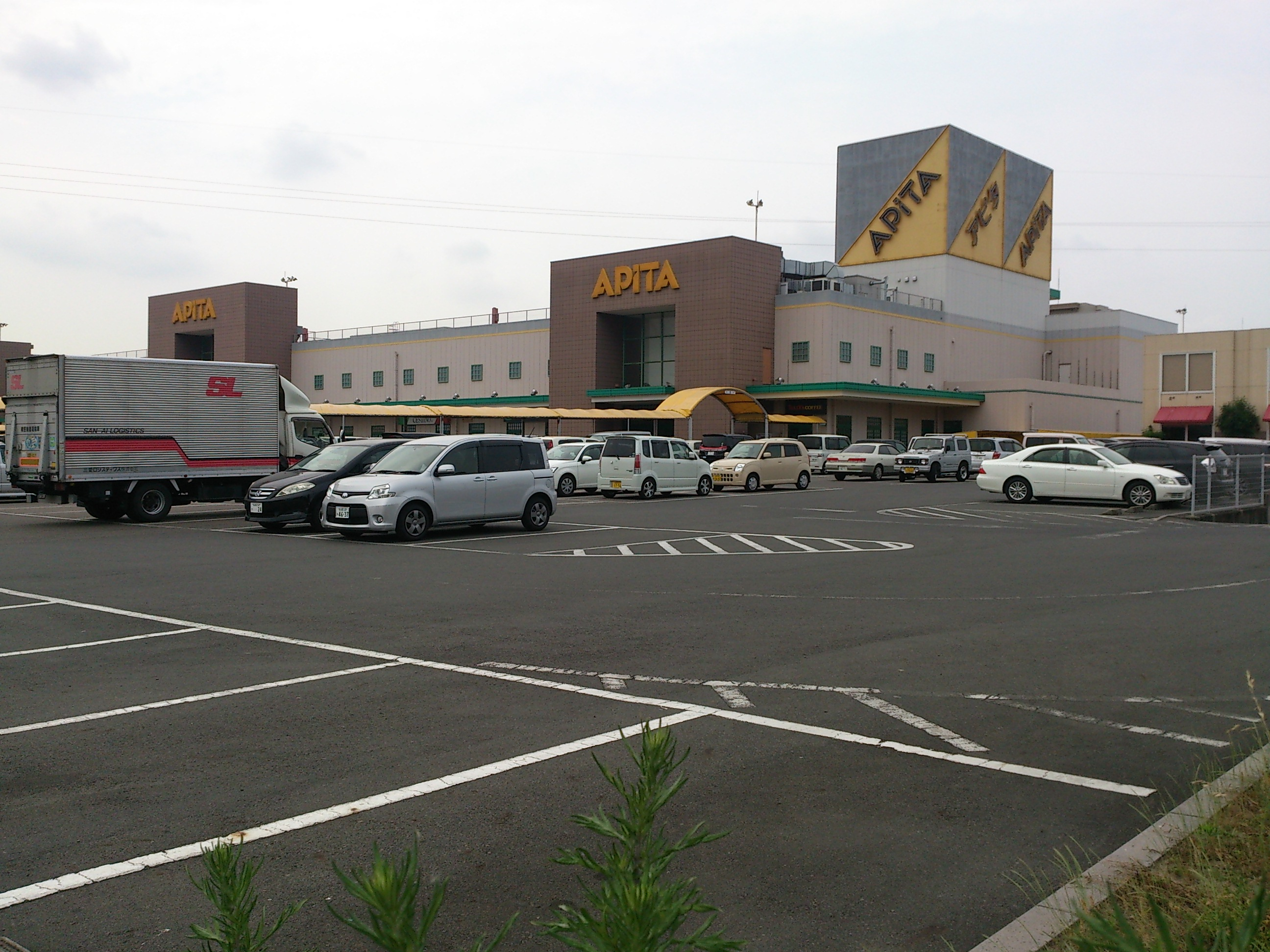
アピタ東海荒尾店
- フィールホームタウン
- マックスバリュ東海荒尾店
- エディオン東海店
- DCM東海店
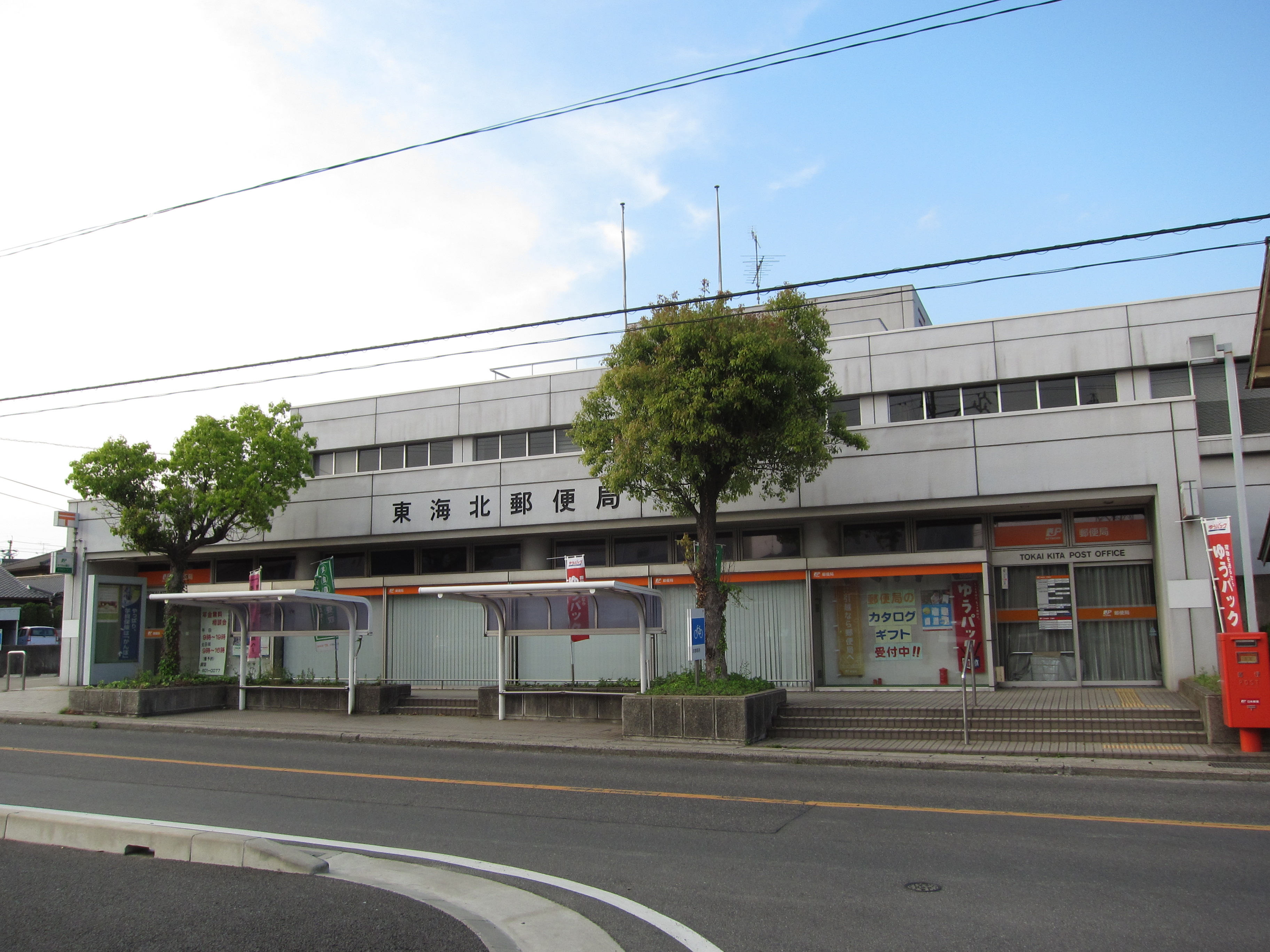
東海北郵便局
- 知多信用金庫上野支店
- JAあいち知多上野支店
- 愛知製鋼本社
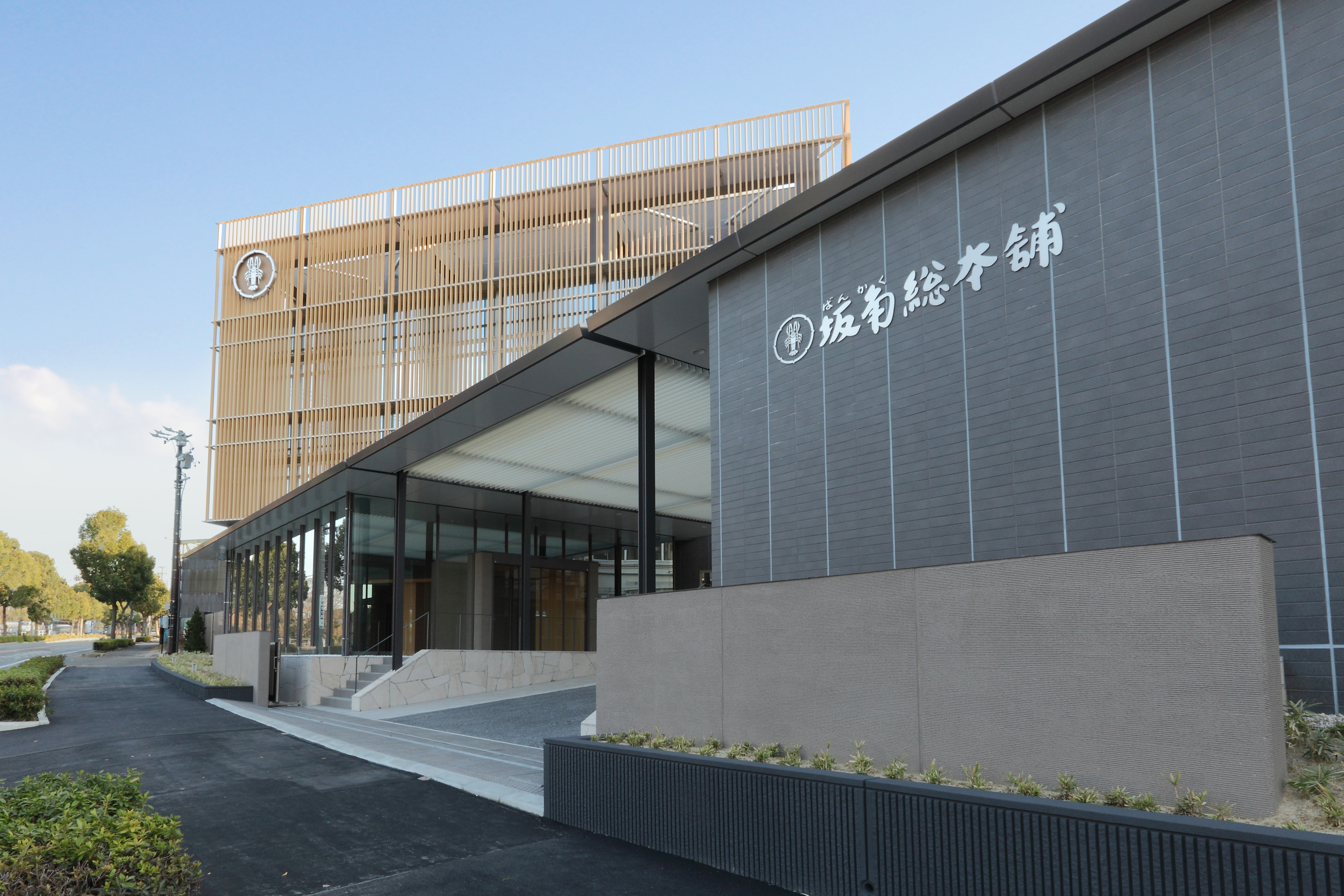
坂角総本舗本社工場
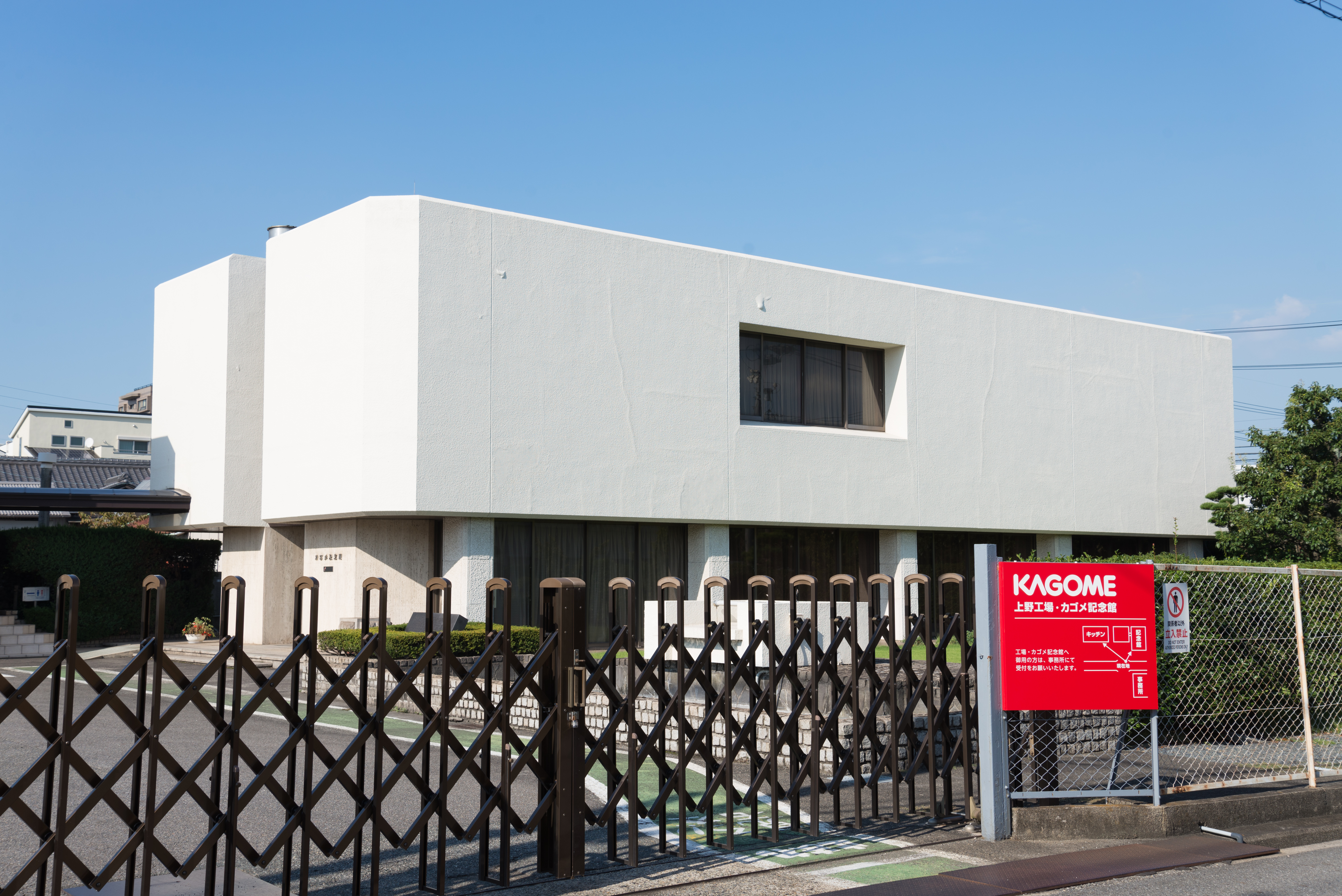
カゴメ上野工場
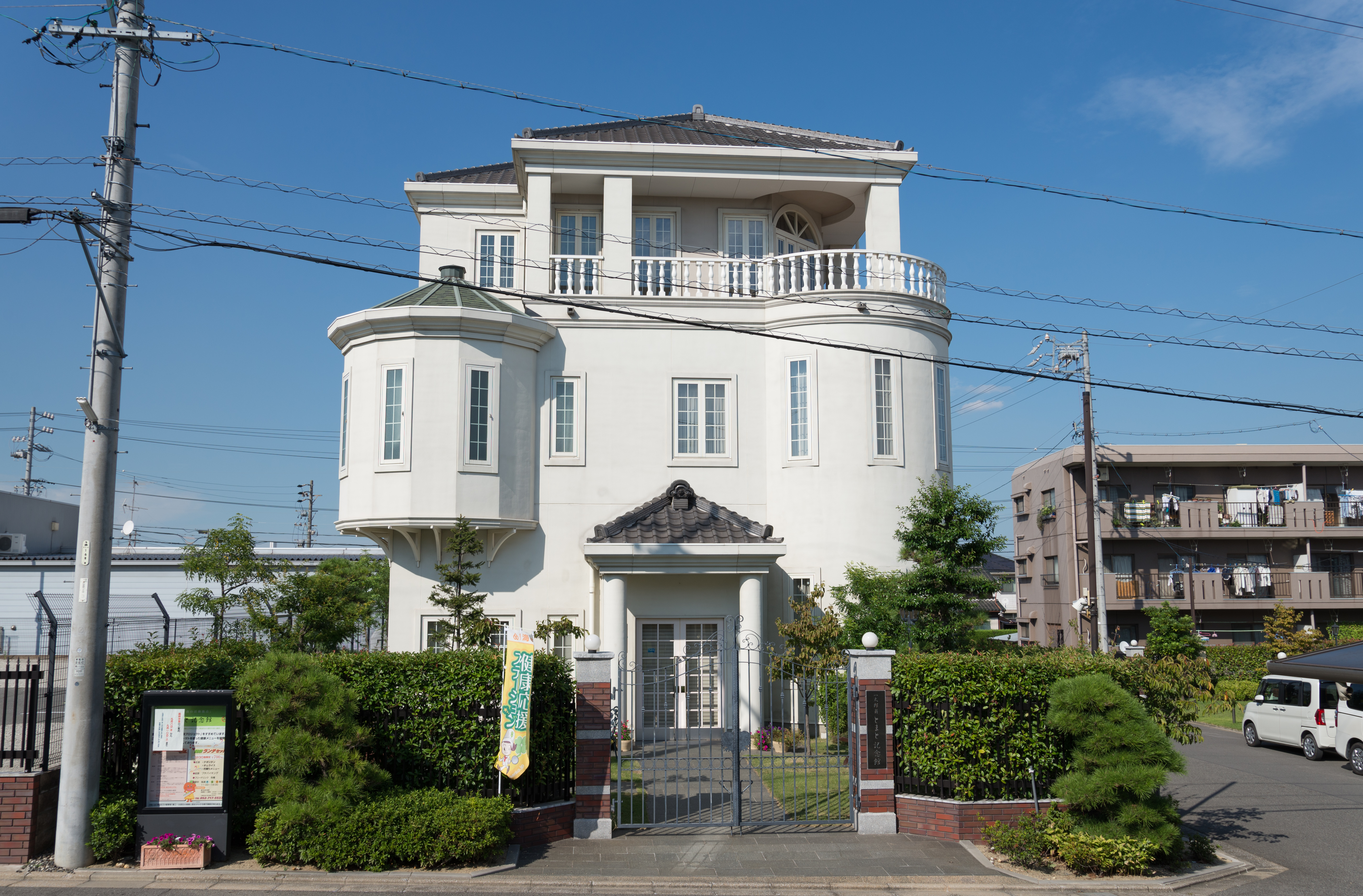
カゴメ記念館
- とまと記念館
- 加家公園
- 八柱神社
- 長泉寺
- 泉柳寺
- 慈眼寺
- 観音寺
- 瑞光寺
- 運得寺
- 西方寺
- 如意輪寺
- 宝国寺

- アピタ東海荒尾店
- 東海北郵便局
- 坂角総本舗本社
- カゴメ記念館
- とまと記念館

## 交通

### 鉄道

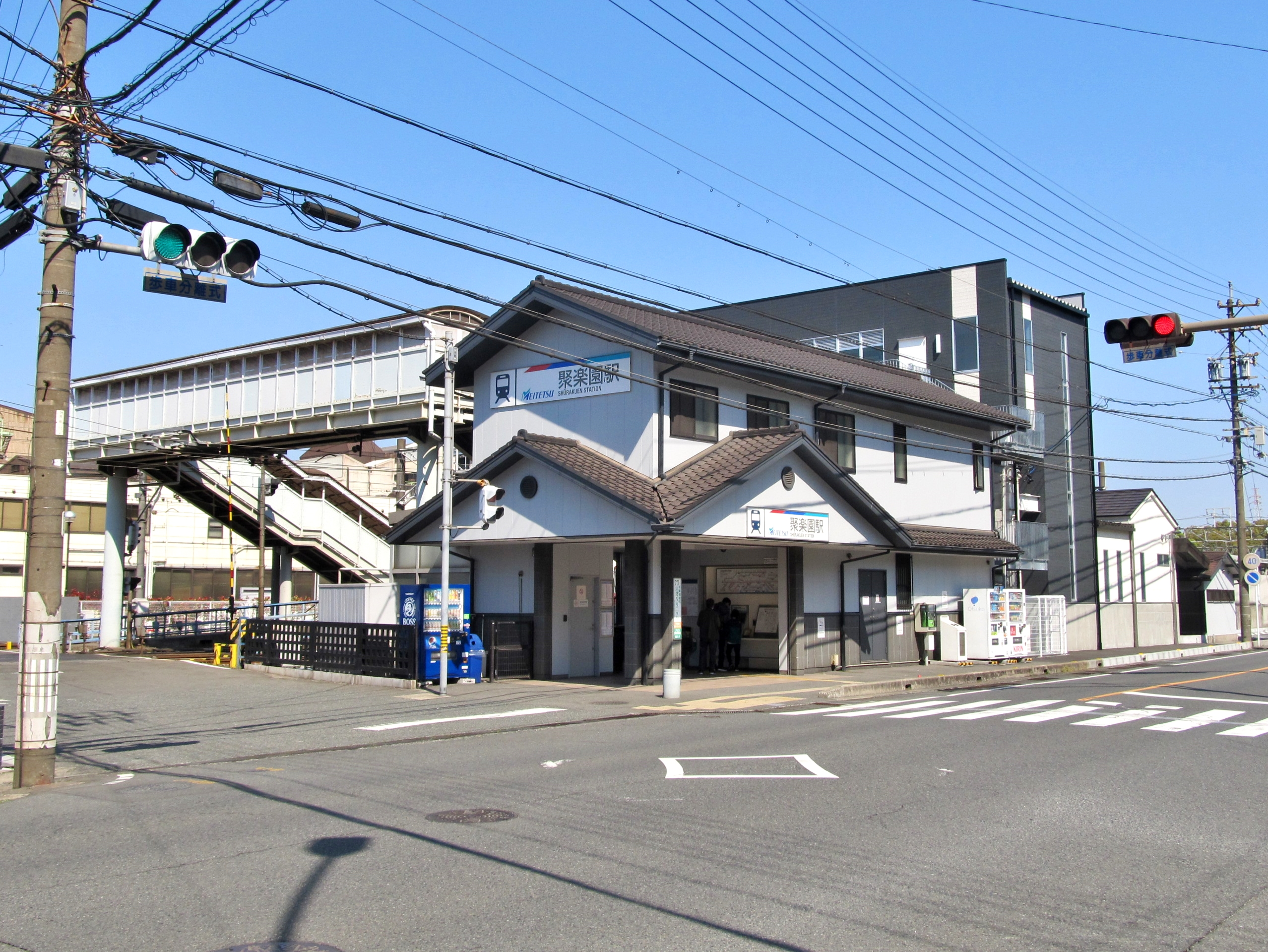
聚楽園駅

- 名鉄常滑線 聚楽園駅・新日鉄前駅

### 道路
- 国道247号
- 愛知県道55号名古屋半田線
- 愛知県道249号長草東海線